# Годли, Эмили
Эмили Годли (англ. Emily Godley; род. 22 октября 1989 года) — британская тяжелоатлетка, чемпионка Европы 2021 года, призёр чемпионатов Европы. Участница летних Олимпийских игр 2020 года в Токио. 

## Карьера
В 2011 году приняла участие в летней Универсиаде, где заняла 11-е место. Выступала в весовой категории до 63 кг, взяв вес в сумме двоеборья 170 кг.
В 2013 и 2014 году на чемпионатах Европы в весовой категории до 63 кг становилась 8-й и 10-й соответственно.
В 2016 году на чемпионате Европы в Норвегии заняла итоговое шестое место установив результат в сумме двух упражнений 199 кг.
На чемпионате Европы 2019 года, в Батуми, британская спортсменка по сумме двух упражнений стала серебряной медалисткой, сумев зафиксировать результат 216 кг. В упражнении толчок она завоевала малую серебряную медаль (123 кг).
В сентябре 2019 года на чемпионате мира в Паттайе Эмили в весовой категории до 71 кг завоевала малую бронзовую медаль в толкании штанги (126 кг). В итоговом протоколе стала четвёртой (сумма 226 кг).
В апреле 2021 года на Чемпионате Европы в Москве, британская тяжёлоатлетка в весовой категории до 71 кг, с результатом 227 килограмма впервые стала чемпионкой Европы. В упражнении "рывок" с весом 98 кг завоевала малую серебряную медаль, а в упражнении "толчок" с весом 129 кг она завоевала малую золотую медаль.

## Достижения
Чемпионат Европы
| Результат | Вес      | Год  | Место соревнований | Рывок | Толчок | Общий вес |
| Серебро   | до 71 кг | 2019 | Батуми, Грузия     | 93,0  | 123,0  | 216,0     |
| Золото    | до 71 кг | 2021 | Москва, Россия     | 983,0 | 129,0  | 227,0     |